# Колумбаєво
Колумба́єво (рос. Колумбаево, марій. Изэҥер) — присілок у складі Гірськомарійського району Марій Ел, Росія. Входить до складу Усолинського сільського поселення.

## Населення
Населення — 83 особи (2010; 94 у 2002).
Національний склад (станом на 2002 рік):
- марі — 88 %